# École nationale supérieure des mines de Nancy
École nationale supérieure des mines de Nancy – francuski uniwersytet grande école, założony w 1919 roku. Jest członkiem Conférence des Grandes Ecoles. Dzięki interdyscyplinarnemu programowi kształci w ciągu trzech lat inżynierów, którzy następnie pracują głównie w świecie biznesu: Celem edukacji jest tak zwany Master Ingénieur Mines Nancy.

## Znani absolwenci
- Jean-Claude Trichet, francuski ekonomista i bankowiec